# Angelonia hookeriana
Angelonia hookeriana là một loài thực vật có hoa trong họ Mã đề. Loài này được Gardner ex Benth. mô tả khoa học đầu tiên năm 1846.